# Esaias
Esaias ist ein männlicher Vorname und eine Form des hebräischen Namens Jesaja.

## Namensträger
- Esaias Boursse (1631–1672), holländischer Maler
- Esaias Compenius der Ältere (1566–1617), deutscher Orgelbauer
- Esaias Gruber der Ältere (* um 1530; † um 1595) und der Jüngere (* um 1561; † vor 1630), bedeutende Bildhauer im Bodenseeraum
- Esaias Hickmann (1638–1691), deutscher Jurist und Komponist
- Esaias Krüger (1544–1609a), deutscher lutherischer Theologe
- Esaias Nilson (1721–1788), deutscher Miniaturmaler, Zeichner und Kupferstecher
- Esaias von Pufendorf (1628–1689), Diplomat in schwedischen und dänischen Diensten
- Esaias Reusner der Ältere (* 1. Viertel 17. Jahrhundert; † zwischen 1660 und 1680), deutscher Komponist und Lautenist
- Esaias Reusner der Jüngere (1636–1679), deutscher Komponist und Lautenist
- Esaias Stiefel (1561–1627), deutscher theologischer Schwärmer und Gründer einer Sekte
- Esaias Tegnér (1782–1846), schwedischer Lyriker und lutherischer Bischof
- Esaias van de Velde (* um 1590; † 1630), holländischer Maler, Zeichner und Radierer

Siehe auch:
- Esajas